# Frisens park

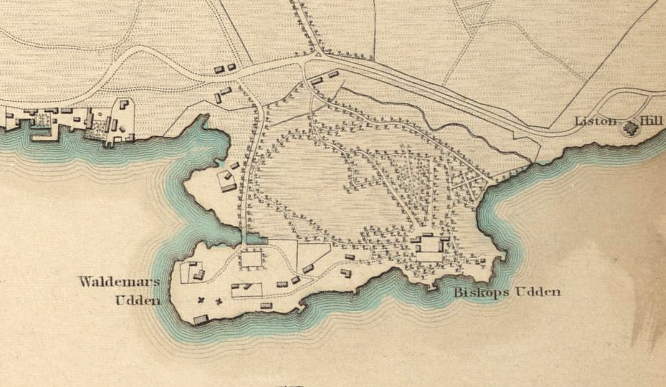
"Waldemars Udden", "Biskops Udden" och promenaderna i Frisens park, 1836.

Frisens park är ett grönområde på Södra Djurgården som utgör området mellan Waldemarsudde och Biskopsudden upp till Djurgårdsvägen. Parken är den äldsta och största som anlades vid 1700-talets mitt på Södra Djurgården och har sitt namn efter grosshandlare Carl Magnus Fris som lät anlägga den.
Området omfattar en skogklädd kulle samt den långsträckta ängen söder om Djurgårdsvägen ner till Biskopsudden. År 1759 köpte Isak Kjerrman udden och uppförde "en både prydelig och kostsam Åbyggnad". Egendomen kallades Bergsjölund och övertogs på 1770-talet av generallöjtnanten friherre Jacob Magnus Sprengtporten, en av männen bakom Gustav III:s statskupp 1772. 
Redan 1792 förvärvade Carl Magnus Fris området ända ner till Listonhill. Han ägde även Waldemarsudde. På Biskopsudden anlade han en stor park som fick bära hans namn. Han lade ner stora kostnader för att försköna området som var vanskött. Genom planteringar av bland annat en allé och promenader på kullen norr om Villa Kvikkjokk skapade han en lustpark som ansågs vara den vackraste på hela Djurgården. Karl XIV Johan hade senare planer på att låta anlägga ett lustslott och i slutet av 1800-talet ville man förlägga ett tivoli och en zoologisk trädgård till området. Det fanns till och med idéer om att uppföra Nordiska museet här. Av all detta blev det inget.
På den långsträckta ängen söder om Djurgårdsvägen hölls Konstindustriutställningen 1909, som var en uppföljning av Stockholmsutställningen 1897. Idag finns bara Villa Bergsjölund bevarad från utställningens tid. Sedan mitten av 1990-talet nyttjas ängen för olika aktiviteter i samband med Gärdesloppet.

## Bilder

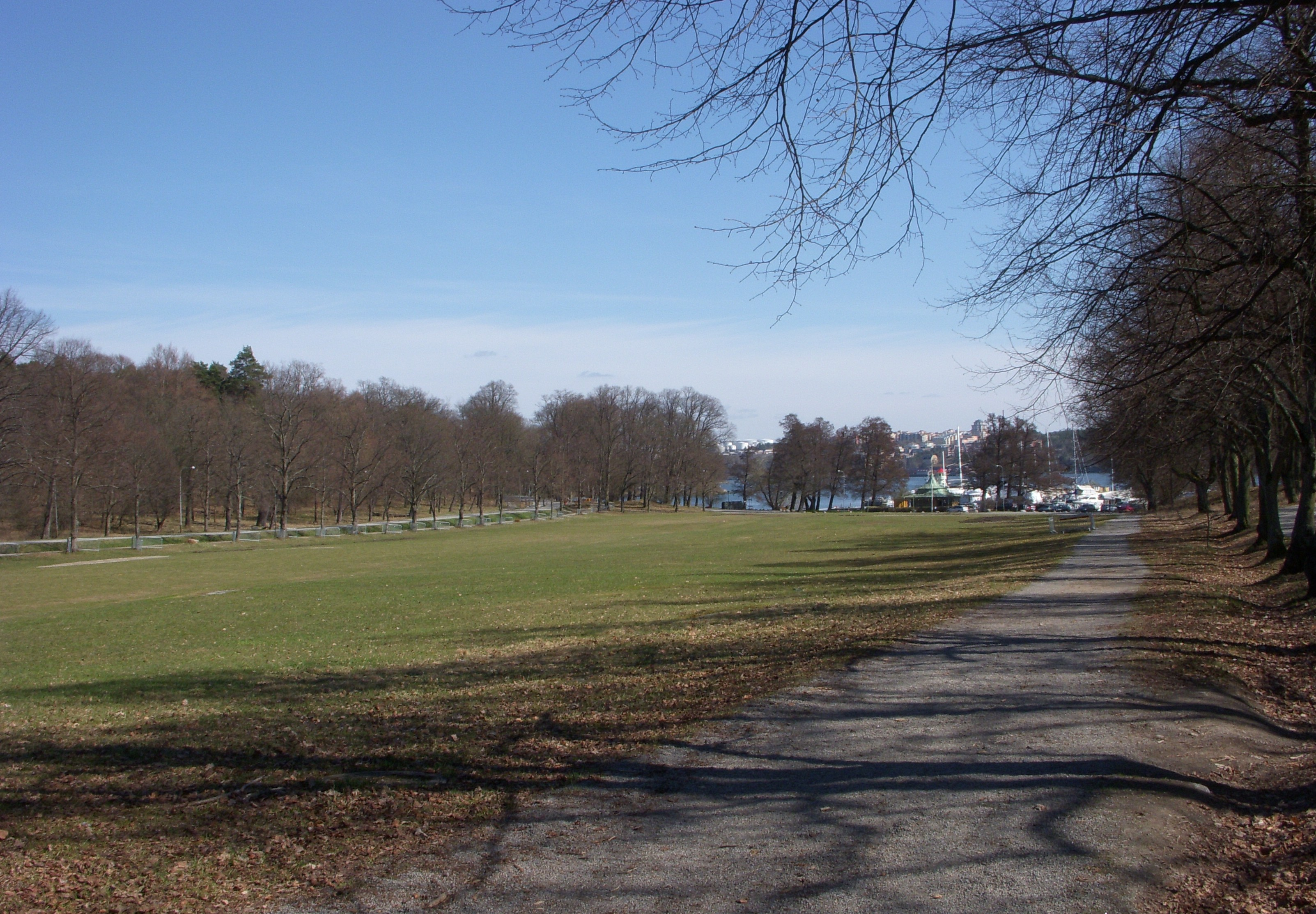
Frisens park med platsen för Konstindustriutställningen 1909.
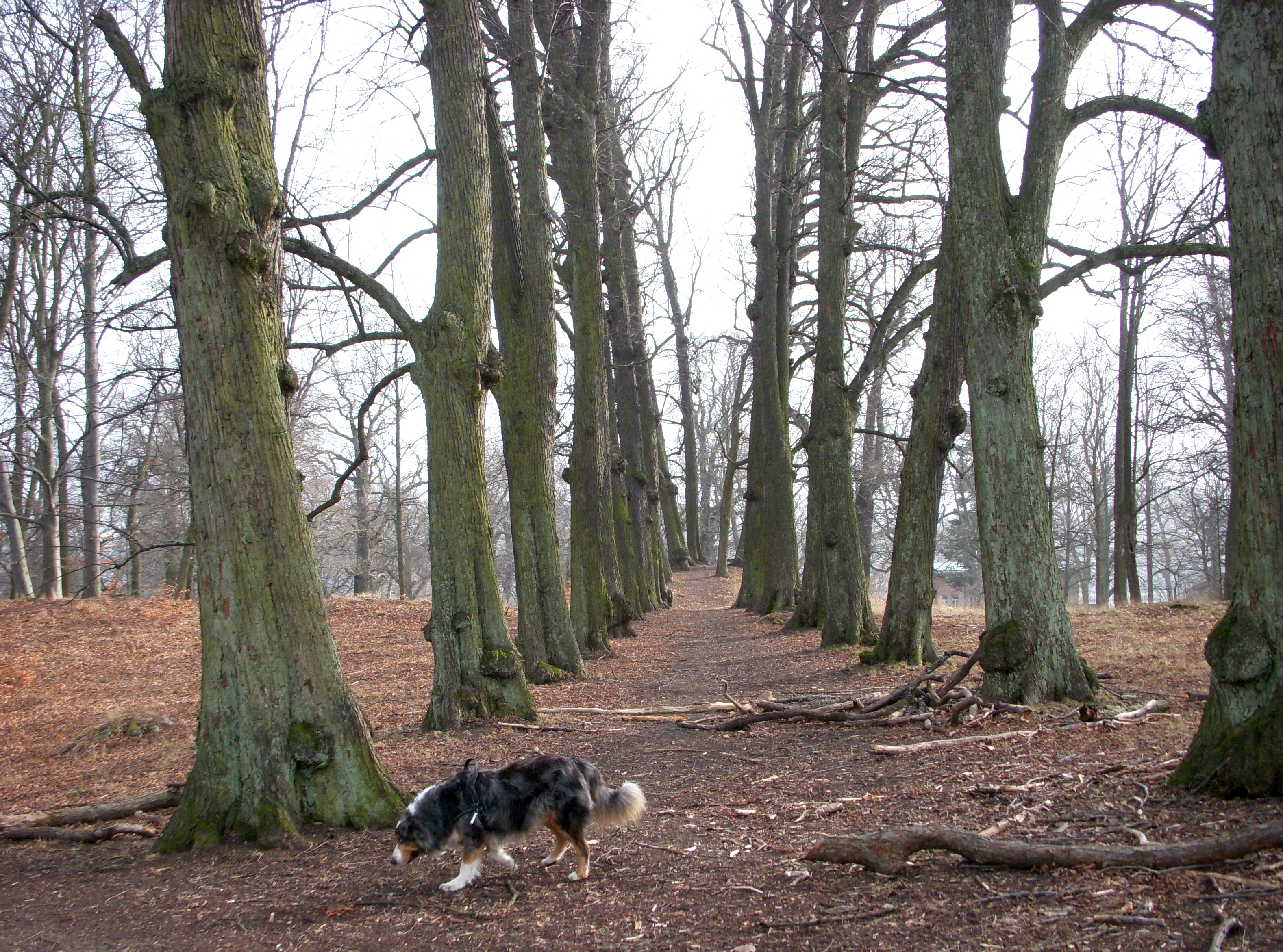
Planterad allé och promenad i Frisens park norr om Villa Kvikkjokk.
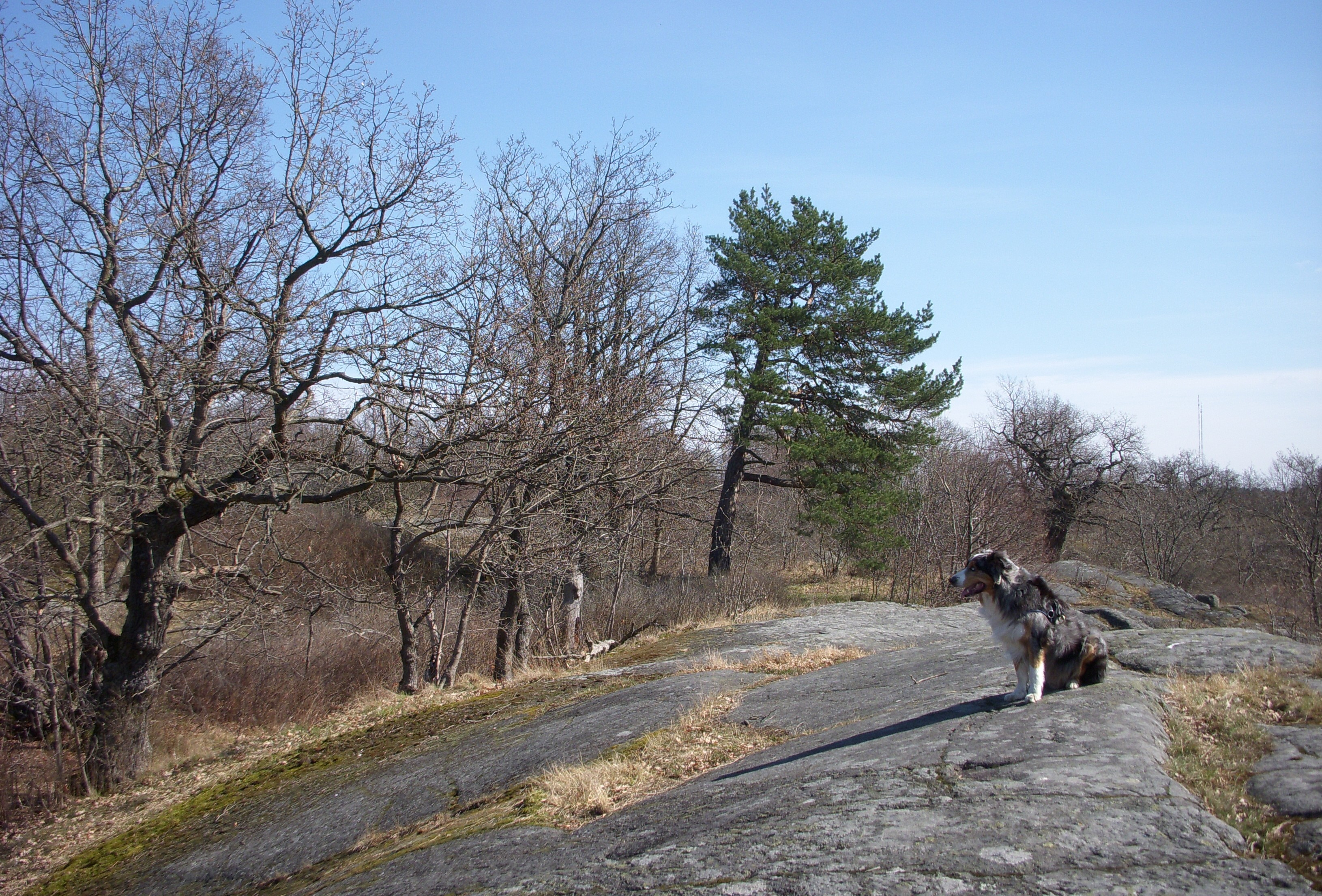
Från kullen med tall- och ekbestånd har man en god utsikt över Södra Djurgården.
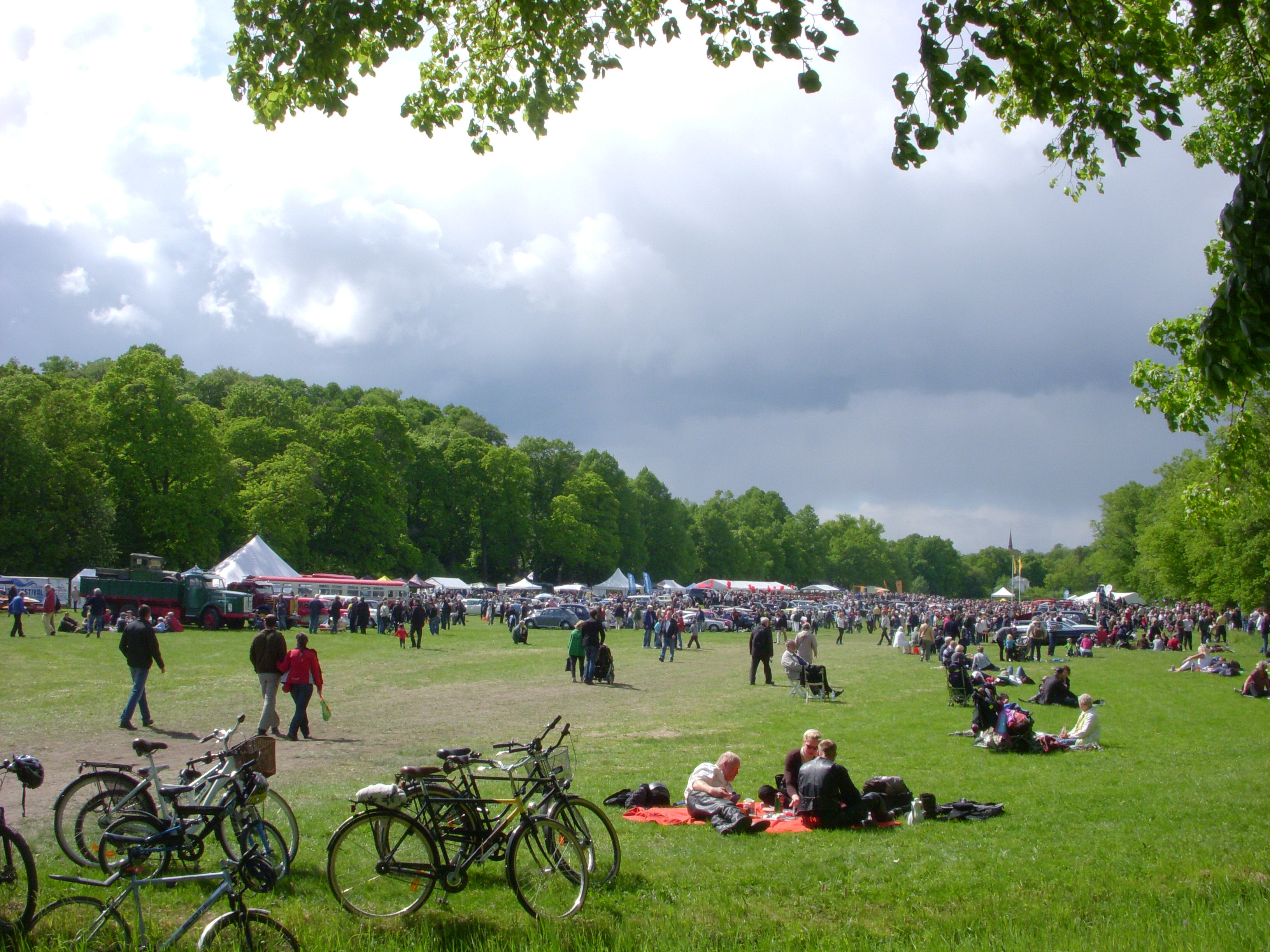
Veteranbilshow vid Gärdesloppet, 2011.